# Ruscus aculeatus

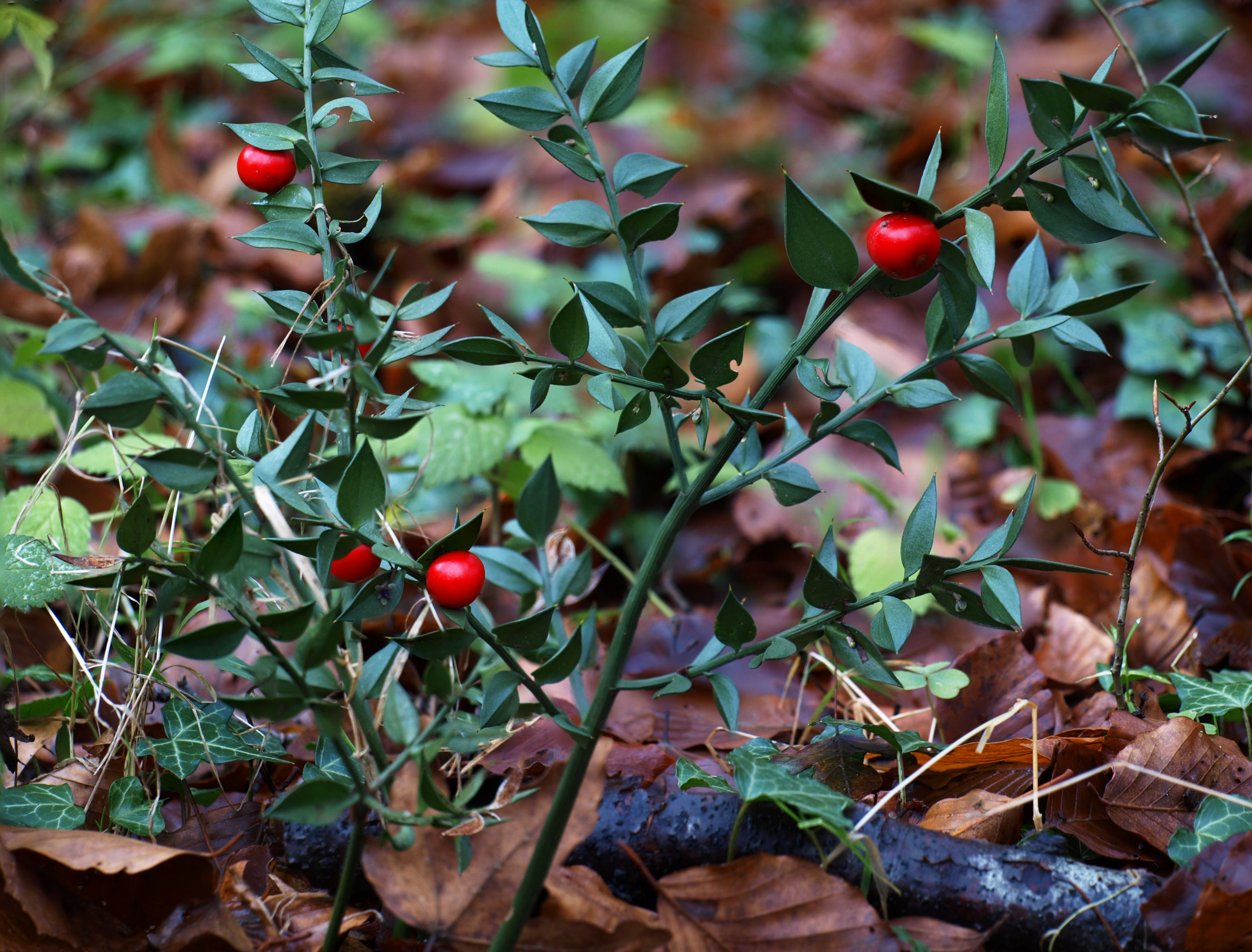
Ejemplar de Ruscus aculeatus en un hayedo.

Ruscus aculeatus L., rusco, es una especie espermatofita arbustiva, perenne, perteneciente a la familia de las asparagáceas, anteriormente en las ruscáceas.

## Descripción
Es un pequeño arbusto de 30 a 80 cm de altura de color verde oscuro, con rizomas subterráneos de los que salen tallos florales masculinos o femeninos, en ambos casos presenta dos tipos de tallos, los normales son lisos y redondeados, mientras que los otros tienen falsas hojas (filocladios), de forma ovolanceolada de 2 a 3 cm de longitud y acabadas con una punta rígida y punzante. Las hojas verdaderas son muy pequeñas, como escamas que normalmente pasan desapercibidas, aparecen en las axilas y tienen entre 3 y 4 mm de longitud.  Toda la planta hace la fotosíntesis a excepción de las hojas verdaderas que se desprenden rápidamente. Las flores son pequeñas, verdosas o violáceas, situadas en el centro  con  seis tépalos en dos verticilos; las femeninas son tricarpelares con ovario súpero mientras las masculinas tienen tres estambres soldados por los filamentos, la polinización se hace por medio de los insectos (entomógama); florece en invierno y en primavera, mientras que en otoño e invierno, en las plantas femeninas, aparece el fruto en forma de baya roja de 10 a 12 mm de diámetro con dos semillas y que destaca sobre el verde oscuro de la planta; la diseminación se hace por medio de las deposiciones de los animales que comen los frutos (endozoocora).

## Distribución y hábitat

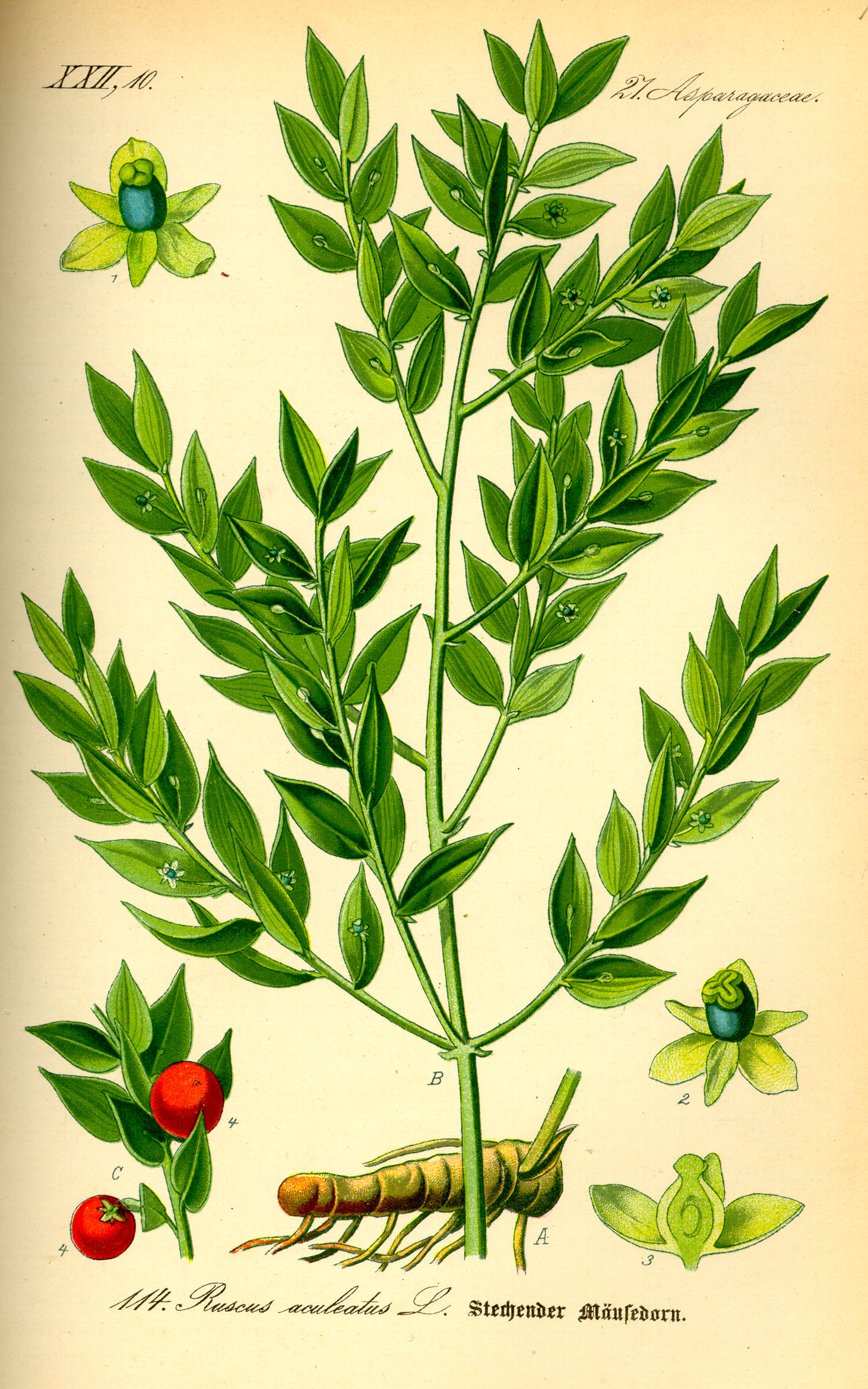
Ilustración.

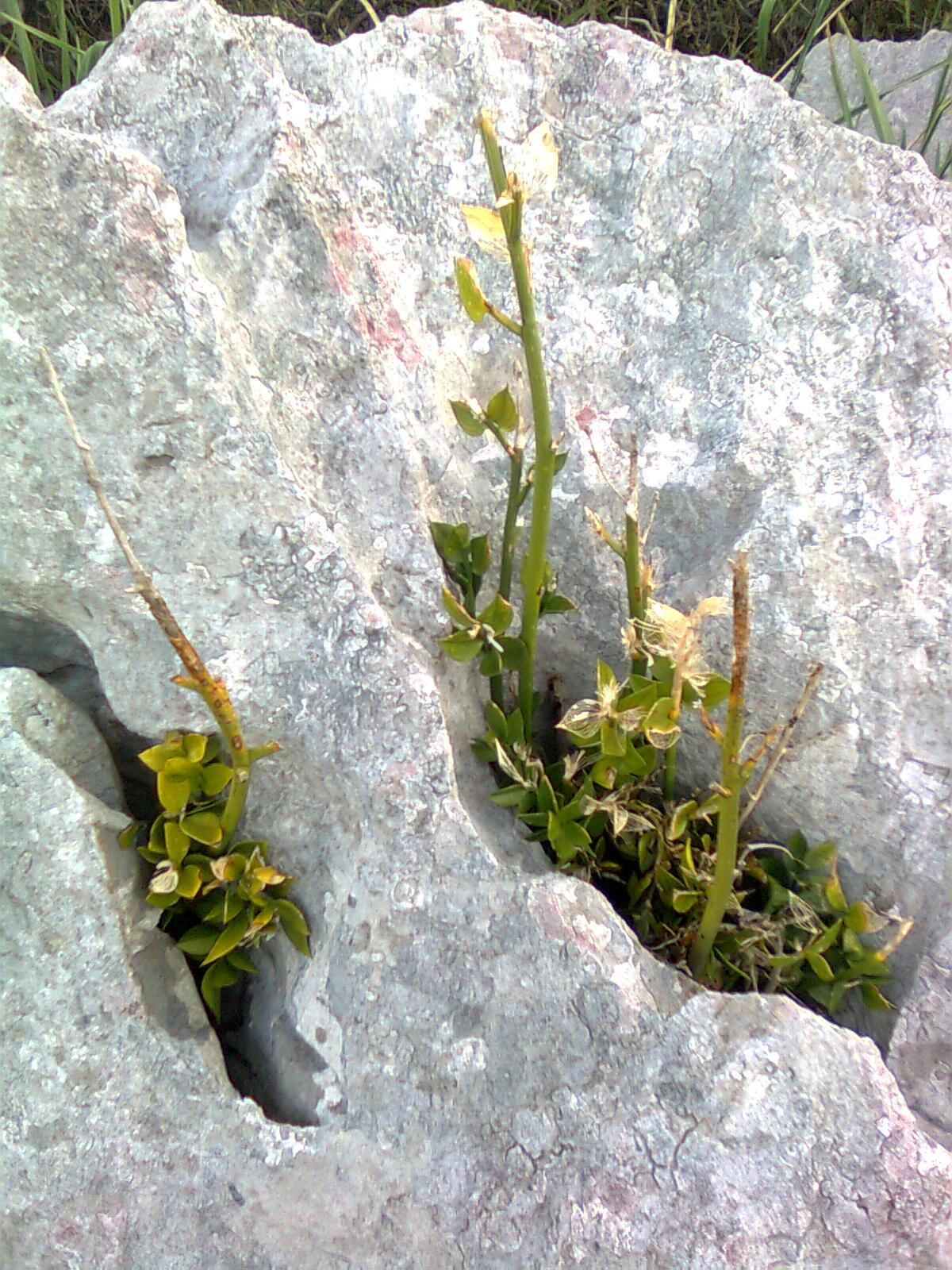
Creciendo en roca caliza.

Es originaria de Eurasia y en Europa crece principalmente al sur del continente. Vive desde el nivel del mar hasta los 1000 metros de altitud en el sotobosque centroeuropeo y mediterráneo, aunque también lo encontramos en el norte de África y Asia. Prefiere los suelos básicos, secos y fértiles y las zonas sombrías. Es un componente característico del encinar junto con el durillo mediterráneo.

## Uso medicinal
Se utiliza contra hemorroides y varices, gracias a sus componentes que son vasoconstrictoras y antiinflamatorias. Se aplica en forma externa y se utiliza su rizoma, su raíz y hojas. 
Reduce también la celulitis y al contener rutósido, ayuda a las piernas varicosas y cansadas; también ayuda contra la flebitis y mejora la circulación.
También es buen diurético y posee propiedades febrífugas. Muy recomendable contra los cálculos de la vesícula, ayuda a la fiebre y contra la gota y la artritis, ya que ayuda a eliminar el ácido úrico, propiciando una mayor sudoración.
Contiene gran cantidad de taninos, los glucósidos, la resina, el calcio y el potasio.

### Contraindicaciones
No se debe administrar durante el embarazo o lactancia. Sus bayas, consumidas por niños, provocan vómito, diarreas y convulsiones.

## Otros usos
En muchos países, sus ramas con filocladios (tallos aplanados que parecen hojas) de color verde oscuro y frutos rojo brillante se utilizan como decoración navideña.
El rusco gracias a su consistencia dura es empleado como "escoba" o más bien "cepillo" para limpiar por dentro los barriles de vino una vez se han vaciado.

## Taxonomía
La descripción de Ruscus aculeatus, hecha por Carlos Linneo, se publicó en Species Plantarum 2: 1041, en 1753.
Citología
Número de cromosomas de Ruscus aculeatus (fam. Asparagaceae) y taxones infraespecíficos: 2n=40 o n=18; 2n=36
Sinonimia
- Ruscus parasiticus Gueldenst. (1787).
- Ruscus aculeatus var. angustifolius Boiss. (1882).
- Ruscus ponticus Woronow (1916).
- Ruscus aculeatus f. pumilus Druce (1931).
- Ruscus laxus Sm. 1797
- Ruscus flexuosus Mill. 1768
- Ruscus aculeatus subsp. laxus (Sm.) K.Richt. 1890
- Oxymyrsine pungens Bubani[5][6][7]

## Nombre común
Acebillo, acebo menor, acebo pequeño, achibarba, albernera, argallúa, arrayán, arrayán morisco, arrayán salvaje, arrayán silvestre, arriján brusco, bruco, brujo, brusay, brusco, brusco con aguijones, bruso, bucharreta, capio, capios, carrasco, carrasquilla, cegueras, chubarba, chumbarba, chumbarda, churbarba, chusbarba, cornicabra, escobina, escobizo, garapincho, garceran, gatzeran, gibalbeira, gilbarbera, hierba de los ratones, hoja de palma, jusbarba, jusbarda, lapiceros, mesquita, mirto de los judíos, orusco, palmas, pequeño acebo, ramo de las guindas, rascacú, rusco, ruscus, sardonera, sardonilla, vara de San José, varita de San José, verdenace, yusbarba, zaquemí, zaquenú.